# لي بونغ ريون
لي بونغ ريون (بالكورية: 이봉련)‏ هي ممثلة كورية جنوبية. ولدت يوم 7 فبراير 1981 في بوهانغ في كوريا الجنوبية.

## روابط خارجية
- لي بونغ ريون على موقع IMDb (الإنجليزية)
- لي بونغ ريون على موقع قاعدة بيانات الفيلم (الإنجليزية)

لم يتم العثور على روابط لمواقع التواصل الاجتماعي.